# Botou (département)
Pour les articles homonymes, voir Botou.

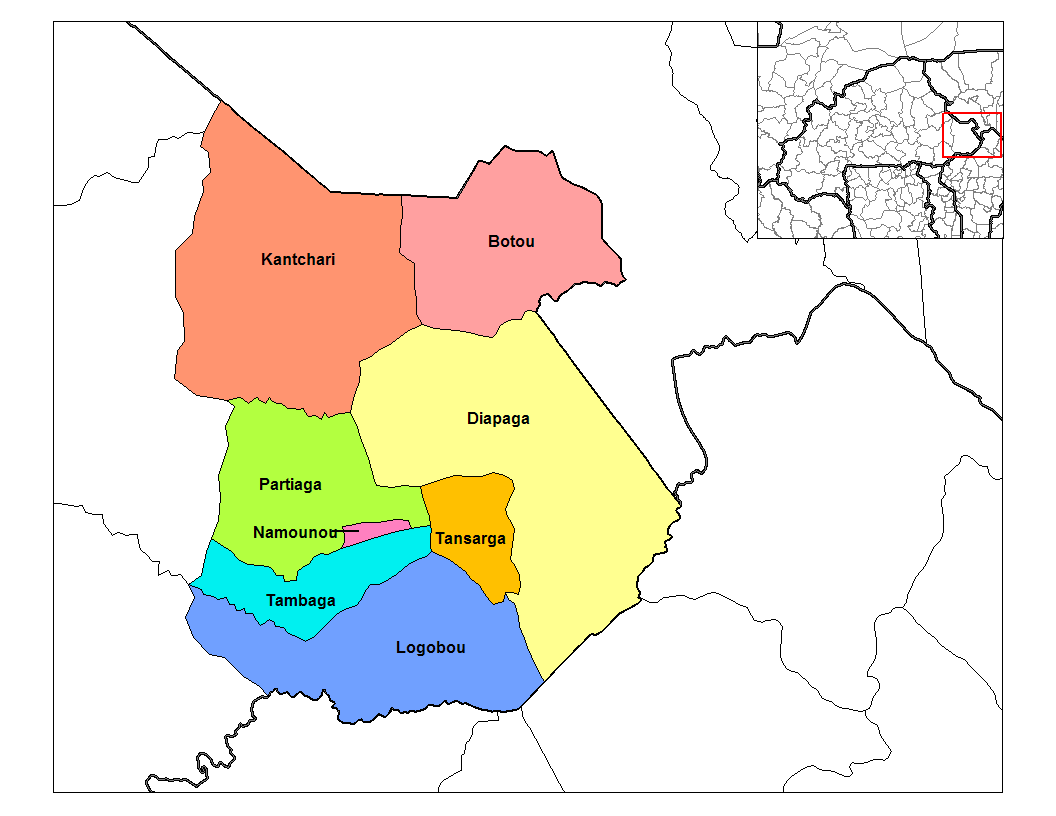
Localisation de la province de Tapoa.

Botou est un département du Burkina Faso située dans la province de la Tapoa et dans la région de l'Est.
En 2006, le dernier recensement comptabilise 46 898 habitants.

## Villes
Le département se compose d'un chef-lieu, Botou et de 23 villages :
| - Affini - Bamini - Bossoangri - Boulel - Diagargou - Doubiti - Fantou - Fobri | - Gangana - Garbongou - Kalayenou - Kankangou - Kogori - Koguini - Komonli - Koyenga | - Kpengnoanfouangou - Mandiari - Nombiti - Partiaga - Pori - Tapoa-Diagbagbi - Tiantiabouli |